# Pantodontidae
I pantodontidi (Pantodontidae) sono una famiglia di pesci ossei appartenenti all'ordine degli osteoglossiformi. Comprendono una singola specie attuale africana (Pantodon buchholzi) e alcune specie fossili del Cretaceo superiore del Libano.

## Tassonomia
- †Capassopiscis
  - †Capassopiscis pankowskii
- †Palaeopantodon
  - †Palaeopantodon vandersypeni
- †Pankowskipiscis
  - †Pankowskipiscis haqelensis
- Pantodon
  - Pantodon buchholzi
- †Petersichthys
  - †Petersichthys libanicus
- †Prognathoglossum
  - †Prognathoglossum kalassyi